# New York, I Love You
New York, I Love You és una pel·lícula de comèdia dramàtica romàntica estatunidenca de 2008 que consisteix en onze curtmetratges, dirigits per directors diferents. Tots estan relacionats d'alguna manera amb el tema de l'amor, i estan ambientats en els cinc borough de Nova York. És una seqüela de la pel·lícula de 2006 Paris, je t'aime, que té una estructura similar, i és la segona de la franquícia Cities of Love, creada i produïda per Emmanuel Benbihy. A diferència de Paris, je t'aime; els curtmetratges tenen un fil comú, un videògraf que grava els altres personatges.
El repartiment és coral i entre els intèrprets s'hi troben Bradley Cooper, Shia LaBeouf, Natalie Portman, Anton Yelchin, Hayden Christensen, Orlando Bloom, Irrfan Khan, Rachel Bilson, Chris Cooper, Andy García, Christina Ricci, John Hurt, Cloris Leachman, Robin Wright, Julie Christie, Maggie Q, Ethan Hawke, James Caan, Shu Qi i Eli Wallach.
Nova York, I Love You es va estrenar el setembre de 2008 al Festival Internacional de Cinema de Toronto de 2008 i es va estrenar als Estats Units el 16 d'octubre de 2009. Mentre que a la première de la pel·lícula hi havia 14 històries, els distribuïdors van decidir eliminar-ne dues: el debut de Scarlett Johansson com a directora i la història "Apocrypha" d'Andrei Zviàguintsev. Es va prendre la decisió després de projectar-ho a un grup de prova a Nova York, on aquests dos curtmetratges van rebre reaccions negatives.
Es va estrenar als cinemes catalans el 16 d'octubre de 2009, on la van anar a veure uns 118.000 espectadors, i va recaptar uns 740.000 euros.
Està doblada al català.

## Repartiment
A continuació hi ha el repartiment de New York, I Love You amb el segment de transició dirigit per Randy Balsmeyer:
| Segment     | Director        | Guionista                                     | Actors |
| ----------- | --------------- | --------------------------------------------- | --- |
| 1           | Jiang Wen       | Hu Hong i Meng Yao Adaptació: Israel Horovitz | Hayden Christensen com a Ben Andy García com a Garry Rachel Bilson com a Molly                                       |
| 2           | Mira Nair       | Suketu Mehta                                  | Natalie Portman com a Rifka Malone Irrfan Khan com a Mansuhkhbai                                                     |
| 3           | Shunji Iwai     | Adaptació: Israel Horovitz                    | Orlando Bloom com a David Cooler Christina Ricci com a Camille                                                       |
| 4           | Yvan Attal      | Olivier Lecot                                 | Maggie Q com a Janice Taylor Ethan Hawke com a Writer Chris Cooper com a Alex Robin Wright Penn com a Anna           |
| 5           | Brett Ratner    | Jeff Nathanson                                | Anton Yelchin com a noi James Caan com a Mr. Riccoli Olivia Thirlby com a actiu Blake Lively com a Gabrielle DiMarco |
| 6           | Allen Hughes    | Xan Cassavetes i Stephen Winter               | Bradley Cooper com a Gus Drea de Matteo com a Lydia                                                                  |
| 7           | Shekhar Kapur   | Anthony Minghella                             | Julie Christie com a Isabelle John Hurt com a Bellhop Shia LaBeouf com a Jacob                                       |
| 8           | Natalie Portman | Natalie Portman                               | Taylor Geare com a Teya Carlos Acosta com a Dante Jacinda Barrett com a Maggie                                       |
| 9           | Fatih Akın      | Fatih Akın                                    | Uğur Yücel com a pintor Shu Qi com a herbalista xinès Burt Young com a propietari                                    |
| 10          | Joshua Marston  | Joshua Marston                                | Eli Wallach com a Abe Cloris Leachman com a Mitzie                                                                   |
| transitions | Randy Balsmeyer | Hall Powell, Israel Horovitz & James Strouse  | Emilie Ohana com a Zoe, l'artista del vídeo Eva Amurri com a Sarah Justin Bartha com a Justin                        |